# 59. pehotni polk (Italija)
59. pehotni polk Calabria (izvirno italijansko 59º Reggimento fanteria) je bil pehotni polk (Kraljeve) Italijanske kopenske vojske.

## Zgodovina
Med prvo svetovno vojno je bil polk nastanjen na soški fronti, medtem ko je bil polk med drugo svetovno vojno (1940-45) nastanjen na Sardiniji.